# Золотая перчатка Футбольной лиги Англии
Золотая перчатка Футбольной лиги Англии (англ. Macron Golden Glove) — ежегодная английская футбольная награда, вручаемая вратарю, который провёл наибольшее количество «сухих матчей» (матчей, в которых его команда не пропускала голов) в сезоне Футбольной лиги Англии (Чемпионате Футбольной лиги, Первой Футбольной лиги и Второй Футбольной лиги). Вручается с сезона 2009-10.

## Список обладателей награды
В таблице указаны обладатели награды по сезонам, а также их клуб, общее количество голов и матчей, а также коэффициент эффективности (отношение голов к сыгранным матчам).
| Сезон   | Лига        | Ирок            | Клуб         | Сухие матчи | Игры | Среднее |
| ------- | ----------- | --------------- | ------------ | ----------- | ---- | ------- |
| 2009/10 | Чемпионшип  | Дорус де Врис   | Суонси Сити  | 25          | 48   | 1.92    |
| 2009/10 | Первая лига | Фрейзер Форстер | Норвич Сити  | 22          | 39   | 1.77    |
| 2009/10 | Вторая лига | Каспер Шмейхель | Ноттс Каунти | 24          | 48   | 2       |
| Всего   | Всего       | Всего           | Всего        | 71          | 135  | 1.90    |